# Белокрил тайфунник
Белокрил тайфунник (Pterodroma leucoptera) е вид птица от семейство Procellariidae. Видът е световно застрашен, със статут Уязвим.

## Разпространение
Видът е разпространен в Американска Самоа, Австралия, Нова Каледония, Нова Зеландия, Ниуе, Норфолк, Острови Кук, Перу, Питкерн, Уолис и Футуна и Френска Полинезия.